# شالت
شالِت (به انگلیسی: Shallot)، (نام علمی: Allium Ascalonicum) نوعی پیاز کوچک است. برگ‌های این گیاه باریک و دراز و گل‌هایش بنفش مایل به قرمزند. گل آذینش خوشهٔ ساده‌است. در حدود ۴۰ گونه از این گیاه شناخته شده که همگی در نواحی معتدل و مناطق مدیترانه‌ای می‌رویند. برخی از گونه‌های شالت را در باغ به عنوان گل زینتی نیز می‌کارند. پیاز این گیاه خوراکی است و در ترشیها و اغذیه بکار می‌رود و بویش از سیر کمتر است. ایتالیایی‌ها از شالت خوراکی‌های گوناگونی می‌پزند و پیازچهٔ آن را در روغن زیتون، کنسرو می‌کنند.

## نام‌ها
نام «شالت» از اشکلون، یک شهر باستانی در کنعانی، می‌آید، جایی که یونانیان دوران کلاسیک معتقد بودند که شالت از آنجا منشأ گرفته است.
اصطلاح شالت معمولاً به شالت قرمز فرانسوی (Allium cepa var. aggregatum یا گروه A. cepa Aggregatum) گفته می‌شود. همچنین برای شالت ایرانی یا موسیر (A. stipitatum) از کوه‌های زاگرس در ایران و عراق، و شالت خاکستری فرانسوی (Allium oschaninii) که به نام گریزل یا «شالت واقعی» نیز شناخته می‌شود، استفاده می‌شود. وحشی از آسیای مرکزی تا جنوب غربی. نام شالت همچنین برای پیازچه در نیو ساوت ولز، استرالیا و در میان مردم انگلیسی زبان در کبک استفاده می‌شود، در حالی که اصطلاح شالت فرانسوی به گیاهی اشاره دارد که در این صفحه به آن اشاره شده است. در اکثر کشورهای انگلیسی‌زبان، این نام با تأکید بر آخرین هجا، sha-lot تلفظ می‌شود، در حالی که در ایالات متحده تأکید بر هجای اول، shall-ət، معمولاً انجام می‌شود.
اصطلاح eschalot که از واژه فرانسوی échalote گرفته شده است، می‌تواند برای اشاره به شالت نیز به کار رود.

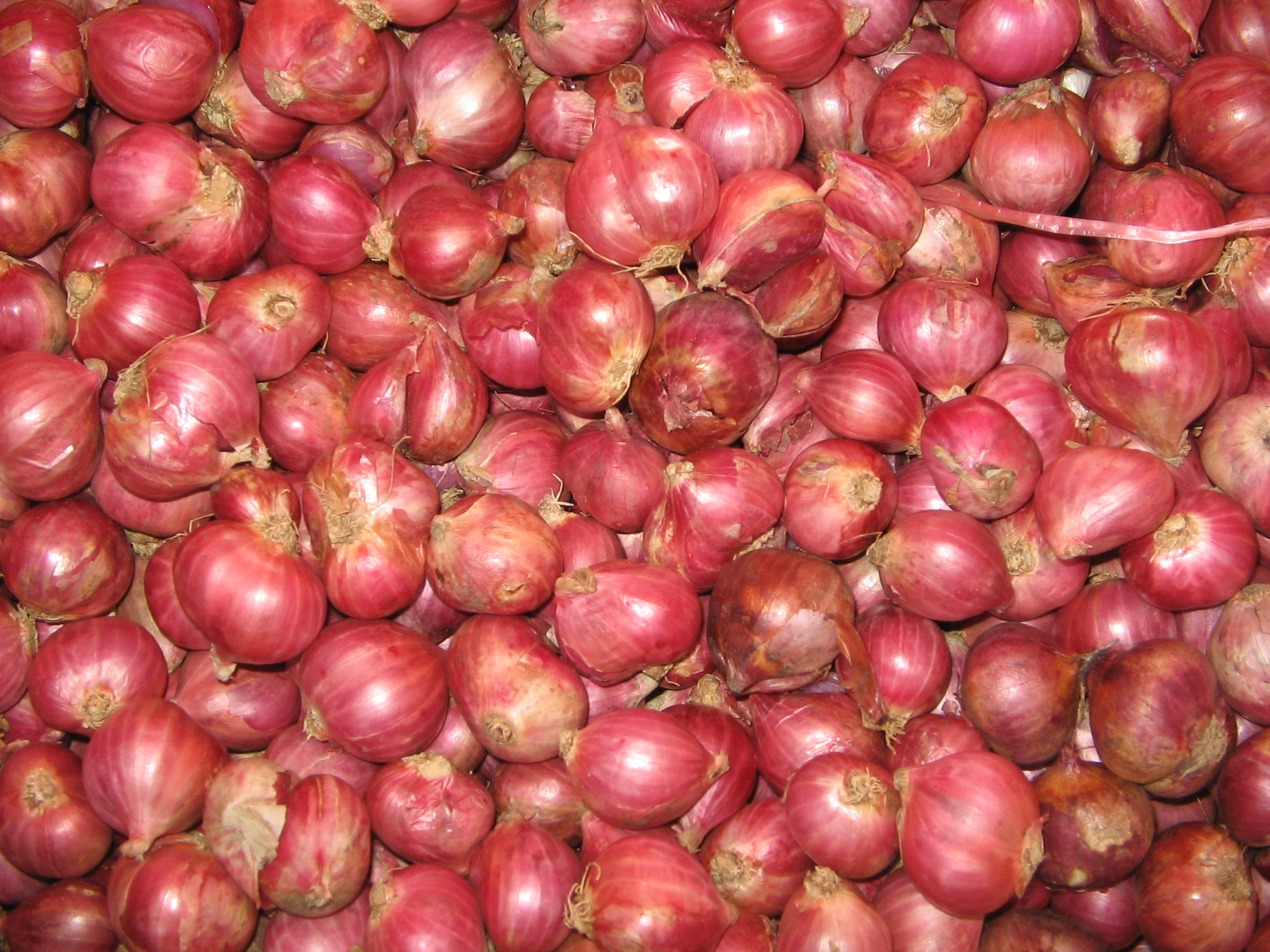
شالت.

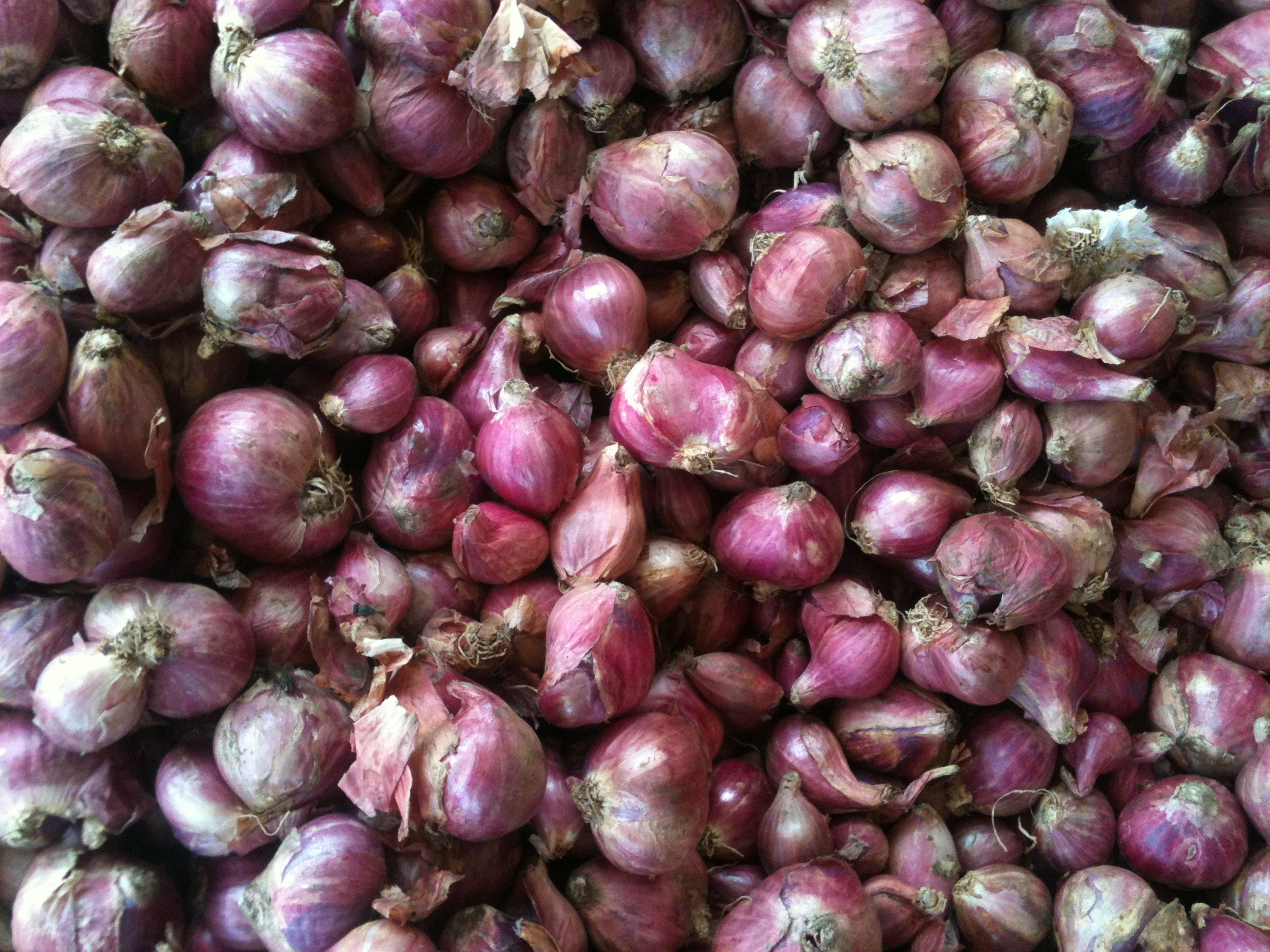
شالت در جنوب هند با عنوان پیاز کوچک شناخته می‌شود و در آشپزی آن منطقه کاربرد فراوان دارد.